# Chasquido palatal
Los clics palatales o palatoalveolares son una familia de clics consonánticos que se encuentran exclusivamente en lenguajes autóctonos de África. La lengua se encuentra casi plana, y se tira hacia atrás en lugar de hacia abajo, como en los clics postalveolares, haciendo un sonido más agudo que esas consonantes. Ladefoged & Traill (1984: 18) descubren que el lugar primordial de la articulación es el paladar y dicen que "No hay duda que [ǂ] debe ser descrito como un sonido palatal ".
El símbolo en el Alfabeto Fonético Internacional que representa el lugar de articulación de estos sonidos es ⟨ǂ⟩, un tubo de doble-barrada. Una variante más antigua, la esh doble-barrada, ⟨ʄ⟩, se ve a veces. Esto se puede combinar con una segunda letra o un diacrítico para indicar la manera de la articulación, aunque esto se omite comúnmente para los clicks del tenuis.
En las ortografías de las lenguas individuales, los clics palatales pueden escribirse con dígrafos basados en la letra del AFI, o utilizando el alfabeto latino. EL Nama y la mayoría de los idiomas Saan usan el primero. Los convenios para este último incluyen los multígrafos basados en ⟨ç⟩ en Ju|'hoansi (1987 ortografía) y originalmente en Naro, el último desde cambiado a ⟨tc⟩, y en ⟨qc⟩. En el siglo XIX, ⟨v⟩ se usaba a veces (ver letras de clic); Esto podría ser la fuente de la carta de Doke para el clic palatal sordo, ⟨ↆ⟩, al parecer un v sobre-puesto por un tubo.

## Características
La articulación básica puede ser sonora, nasal, aspirada, glotalizada, etc.
El lugar delantero de la articulación es ancho, con la lengua plana contra el techo de la boca desde la cresta alveolar hasta el paladar. El lanzamiento es un sonido agudo, plosivo. Los clics pueden ser orales o nasales, lo que significa que el flujo de aire es restringido a la boca, o pasa a través de la nariz también.
Son consonantes centrales, lo que significa que se producen liberando la corriente de aire en el centro de la lengua, en lugar de a los lados. El mecanismo de la corriente de aire es ingrasivo lingual (también conocido como ingresivo velar), lo que significa que una bolsa de aire atrapada entre dos cierres se enrarece por una acción de "succión" de la lengua, en lugar de ser movida por la glotis o los pulmones / diafragma. La liberación del cierre delantero produce el sonido de "clic". Los clics emitidos y nasales tienen una corriente de aire pulmónica simultánea.
⟨ǂ⟩ click palatal tenue
⟨ǂʰ⟩ click palatal aspirado
⟨ǂ̬⟩ / ⟨ᶢǂ⟩ click palatal sonoro
⟨ǃ͡s⟩ / ⟨ǂᶴ⟩ click palatal fricativo
⟨ǂ̃⟩ / ⟨ᵑǂ⟩ click palatal nasal
⟨ǂ̥̃ʰ⟩ / ⟨ᵑ̊ǂʰ⟩ click palatal nasal aspirado
⟨ǂ̃ˀ⟩ / ⟨ᵑǂˀ⟩ click palatal nasal glotizado

## Aparición en distintas lenguas
Khoekhoe: ǂKhoesaob [ǂ͡χòe̯̋sàȍ̯p] julio
ǃxóõ: ǂnûm [ᵑǂûm = ǂ̃ûm] dos
ǂHaba: ǂHaba [ǂʰabá] idioma ǂHaba
Naro: tcháó-kg'am (çháó-kg'am) [ǂʰáó̯kχʼam] estar decepcionado
Yeyi: - [kuǂʔapara] aplastar

## Clics palatales fricativos
Ekoka! Kung tiene una serie de clics postalveolares palatales con un lanzamiento ruidoso y friccionado que derivan históricamente de clics palatales más prototípicos. Estos han sido descritos de forma variada como clics alveolares fricativos y (incorrectamente) como clics retroflejos. A diferencia de los clics palatales típicos, que tienen una liberación aguda, abrupta, estos tienen una liberación lenta, la liberación turbulenta anterior que suena mucho como una inhalación corta [ʃ]; También tienen una lengua abovedada en lugar de una lengua plana como un clásico click palatal. Al igual que los clics que derivan, no tienen la retracción de la raíz de la lengua y la contracción vocal posterior típica de clicks alveolares. Una transcripción provisional para el click tenue es ⟨͡͡s⟩, aunque esto sugiere engañosamente que los clicks son africados.
- Datos: Q1711702